# Droite hors les murs
La « droite hors les murs » est une expression qui désigne, en politique française, une frange de l'extrême droite,,,, qui promeut l'union des droites visant à abolir les frontières entre droite et extrême droite. Elle est conservatrice, identitaire, et libérale sur le plan économique.

## Définition
Selon l'universitaire Yann Raison du Cleuziou, la droite hors les murs est un « collectif informel » qui voudrait que voit le jour « un parti populiste et conservateur » sur la ligne de Patrick Buisson et pouvant faire « charnière » entre le Rassemblement national et Les Républicains. Le politologue Gaël Brustier la définit comme un « archipel de personnalités, de micro-mouvements et de médias aux contours flous » qui aurait voulu être « une « alt-right » à la française, mais sans Donald Trump ».
D'après Le Monde, la droite hors les murs est une « coterie d’hommes politiques et d’intellectuels de droite et d’extrême droite » qui ne se reconnaissent ni dans LR ni dans le RN et mettent très en avant les sujets identitaires,. Pour Le Journal du dimanche, il s'agit d'un « courant informel » qui rassemble des médias et personnalités d'extrême droite en dehors du cadre des partis. Pour Le Figaro, la droite hors les murs est un « collectif pour le moins hétéroclite », comportant des personnalités diverses.

## Histoire
La paternité de l'expression « droite hors les murs » est attribuée à Patrick Buisson. Selon Le Figaro, la droite hors les murs est apparue vers la fin des années 2000.
En 2014, 2015, 2016, Patrick Buisson, Philippe de Villiers, et Éric Zemmour se réunissent régulièrement autour du thème d'un rapprochement entre Les Républicains et le Front national, et pour discuter, selon L'Express, d'une droite hors les murs « anti-Juppé », « identitaire, souverainiste, conservatrice, et réactionnaire »,.
En 2016, Robert Ménard organise un week-end de rencontres à Béziers pour rassembler la droite hors les murs. Robert Ménard espère pouvoir faire adopter une cinquantaine de propositions, des « marqueurs politiques de droite », comme le non-renouvellement des titres de séjour tant que le chômage ne descend pas sous les 5%. Il nomme son programme « 50 mesures patriotes pour ne pas se tromper de droite » ou encore « programme minimum de salut public ». RFI estime que le rendez-vous est un échec, les théoriciens à succès de la « vraie droite » — Patrick Buisson, Éric Zemmour et Philippe de Villiers — ayant fait faux bond et les députés Les Républicains Nadine Morano et Thierry Mariani ayant également décliné l'offre. De plus, Marion Maréchal quitte rapidement Béziers après que Robert Ménard a annoncé qu'il n'entend être un « marchepied » pour personne et notamment pas pour le Rassemblement national. Le Rassemblement national s'inquiète également du lancement du mouvement « Oz ta droite » par Robert Ménard la même semaine,.
En 2018, Marine Le Pen affirme que la droite hors les murs a échoué, expliquant que Laurent Wauquiez des Républicains refuse le dialogue avec le Rassemblement national et même avec Nicolas Dupont-Aignan. Elle déclare de plus que l'union des droites est « une Arlésienne qui n'a jamais marché parce que la mariée a toujours dit non ». Marine Le Pen affirme de plus avoir pour objectif de « parler à la droite et à la gauche ». Selon Le Figaro, Marine Le Pen a une rancœur vis-à-vis de la droite hors les murs, dont « le soutien a pu manquer » en fin de campagne électorale pour la présidence de la République en 2017.
En 2021, le HuffPost affirme que les « convergences entre la droite et l'extrême droite se multiplient », avec notamment un démarchage local d'élus des Républicains par le RN, et estime que la part de marché électoral de la droite hors les murs est « particulièrement convoitée ». Le HuffPost relève que Guillaume Peltier, numéro 2 des Républicains, évoque notamment une expulsion des étrangers fichés au Fichier des signalements pour la prévention de la radicalisation à caractère terroriste, et que Nadine Morano refuse « tout cordon sanitaire » autour du Rassemblement national.

## Idéologie
Selon Le Figaro, la droite hors les murs veut faire disparaître les frontières entre les droites et défend l'idée d'une « large coalition de toutes les forces souverainistes et conservatrices ». Pour justifier de la possibilité d'une réunion entre les droites, la droite hors les murs rappelle l'alliance à Dreux en 1983 entre le FN et le RPR et signale que la gauche a réussi à se réunir autour d'un programme commun dans les années 1970.
En 2016, lors du rendez-vous organisé par Robert Ménard à Bézier pour réunir la droite hors les murs, L'Express affirme que cette « réunion des cadres et intellectuels de la droite radicale vise à occuper un espace entre les Républicains et le FN, autour d'une ligne libérale et conservatrice » ,. Pour RFI, la droite hors les murs est une « droite libérale et identitaire », composée des « déçus » des Républicains et du Rassemblement national, et qui voudrait créer une « passerelle » entre la « droite classique et la droite extrême », c'est-à-dire entre Les Républicains et le FN. Pour Le Monde, la droite hors les murs est un « courant de pensée identitaire qui se languit du retour éventuel en politique de Marion Maréchal ».
La droite hors les murs est plutôt libérale sur le plan économique, et juge le programme du Rassemblement national trop à gauche,.
Selon le journaliste politique Laurent de Boissieu, la droite hors les murs prône un libéralisme économique à l'intérieur des frontières du pays, ce qui la rapproche du programme de François Fillon en 2017 et l'éloigne de Marine Le Pen. Mais elle prône un antilibéralisme économique « externe », autrement dit un protectionnisme, ce qui la rapproche du RN. La droite hors les murs refuse la sortie de l'Union européenne et, sociétalement, adopte un conservatisme tel celui de la Manif pour tous. Le « paradoxe » de la droite hors les murs est qu'elle peut être plus radicale que le RN concernant la sécurité, l'immigration et l'identité. Selon le journaliste Bruno Larebière, la spécificité de la droite hors les murs est la « défense de notre civilisation », qui serait menacée par l'immigration et l'évolution des mœurs du type mariage pour tous.

## Personnalités politiques et intellectuelles
Le Figaro présente la droite hors les murs comme étant un collectif « hétéroclite » de personnalités diverses, tels Patrick Buisson (ancien conseiller de Nicolas Sarkozy), Philippe de Villiers ou Robert Ménard. D'après le politologue Gaël Brustier, la droite hors les murs comprend également Charles Millon et Éric Zemmour ainsi que des cadres du mouvement identitaire, comme Christophe Pacotte du Bloc identitaire, qui fut brièvement membre du cabinet de Robert Ménard.
D'après Laurent de Boissieu, la personnalité politique représentant le mieux la droite hors les murs est Marion Maréchal.
Le Monde classe aussi l'entrepreneur Charles Beigbeder dans ce mouvement.
En 2019, le politologue Jean-Yves Camus estime que la droite hors les murs n'a pas de parti politique.

## Relais médiatiques
La droite hors les murs dispose de relais médiatiques comme Boulevard Voltaire ou Valeurs actuelles, et d'une ville « vitrine », Béziers, dont le maire, Robert Ménard, organise des évènements politiques autour du thème de la réunion des droites, notamment des rencontres ou conférences avec Éric Zemmour et Jean-Yves Le Gallou.
En septembre 2017, l'expression « droite hors les murs » est utilisée par Radio France pour qualifier les contributeurs du premier numéro de L'Incorrect. L'un des principaux actionnaires est Charles Beigbeder, promoteur de la droite hors les murs.

## Électorat potentiel
Selon Laurent de Boissieu, concernant l'électorat de la droite hors les murs — un « amalgame des électeurs de droite et d’extrême droite » (LR et RN) —, il s'agit surtout d'une « extrême droite hors les murs » du parti « lépéniste ».